# Paranthropus aethiopicus
Paranthropus aethiopicus (česky též Australopiték etiopský) je druh vyhynulého hominida, žijící na přelomu pliocénu a pleistocénu - před 2,7 - 2,3 miliony let - ve východní Africe, na území dnešní Etiopie, Keni a Tanzanie. Je nejstarším známým zástupcem robustních australopitéků, kteří bývají vyčleňováni do samostatného rodu Paranthropus.

## Objevy
První nález - zlomek bezzubé dolní čelisti z doby asi před 2,6 - 2,7 miliony let - zachytila roku 1967 francouzská expedice v údolí řeky Omo na jihu Etiopie. Protože mohutně stavěná čelist se svým tvarem v podobě písmene V lišila od ostatních nálezů robustních australopitéků, navrhli vedoucí výpravy Camille Arambourg a Yves Coppens v roce 1968 nový druh hominina jménem Paraustralopithecus aethiopicus. Většina tehdejších paleoantropologů ovšem jejich návrh nepodporovala a nález byl obvykle uváděn jako neurčitelný hominid.
Až v roce 1985 Alan Walker na lokalitě Lomekwi při západním břehu jezera Turkana v Keni odhalil dobře dochovanou lebku KNM - WT 17000, starou zhruba 2,5 milionu let. Její dolní čelist chyběla úplně a horní čelist opět postrádala korunky všech zubů. Sediment, v němž se lebka nacházela, obsahoval velké množství manganu a kosti proto získaly modro-černý odstín. Nález je tudíž známý jako Černá lebka. Nedaleko byla zachycena i dolní čelist dalšího jedince (KNM-WT 16005).
Lebka z Lomekwi byla původně připsána druhu Paranthropus boisei. Odlišnosti od dalších ostatků tohoto druhu a zároveň podobnost s dolní čelistí z Omo ovšem záhy vedly k vyčlenění nového taxonu Paranthropus aethiopicus, který se svým druhovým přívlastkem odvolává na původní francouzský návrh z roku 1968.
V roce 2001 byla také v tanzanském Laetoli zachycena bezzubá horní čelist z doby před 2,66 miliony let. Došlo tím k podstatnému rozšíření známého areálu výskytu druhu, a to o celých 800 km jižněji.
Z údolí řeky Omo je v současnosti známo více než 50 dalších vzorků, většinou se ovšem jedná jen o jednotlivé zuby nebo silně poškozené úlomky čelistí, které lze konkrétnímu druhu homininů přiřadit jen s obtížemi. Mnohé z nich postrádají jakékoliv diagnostické znaky a k druhu Paranthropus aethiopicus jsou řazeny především na základě svého stáří v rozpětí 2,7 - 2,3 milionu let.
Prakticky neznámá zůstává postkraniální kostra. V Laetoli sice byla již v roce 1998 odhalena část levé holenní kosti, taxonomické určení izolovaného zlomku je však prakticky nemožné, a proto je příslušnost k druhu Paranthropus aethiopicus stejně jako v případě nálezů z Omo nejistá.

## Popis

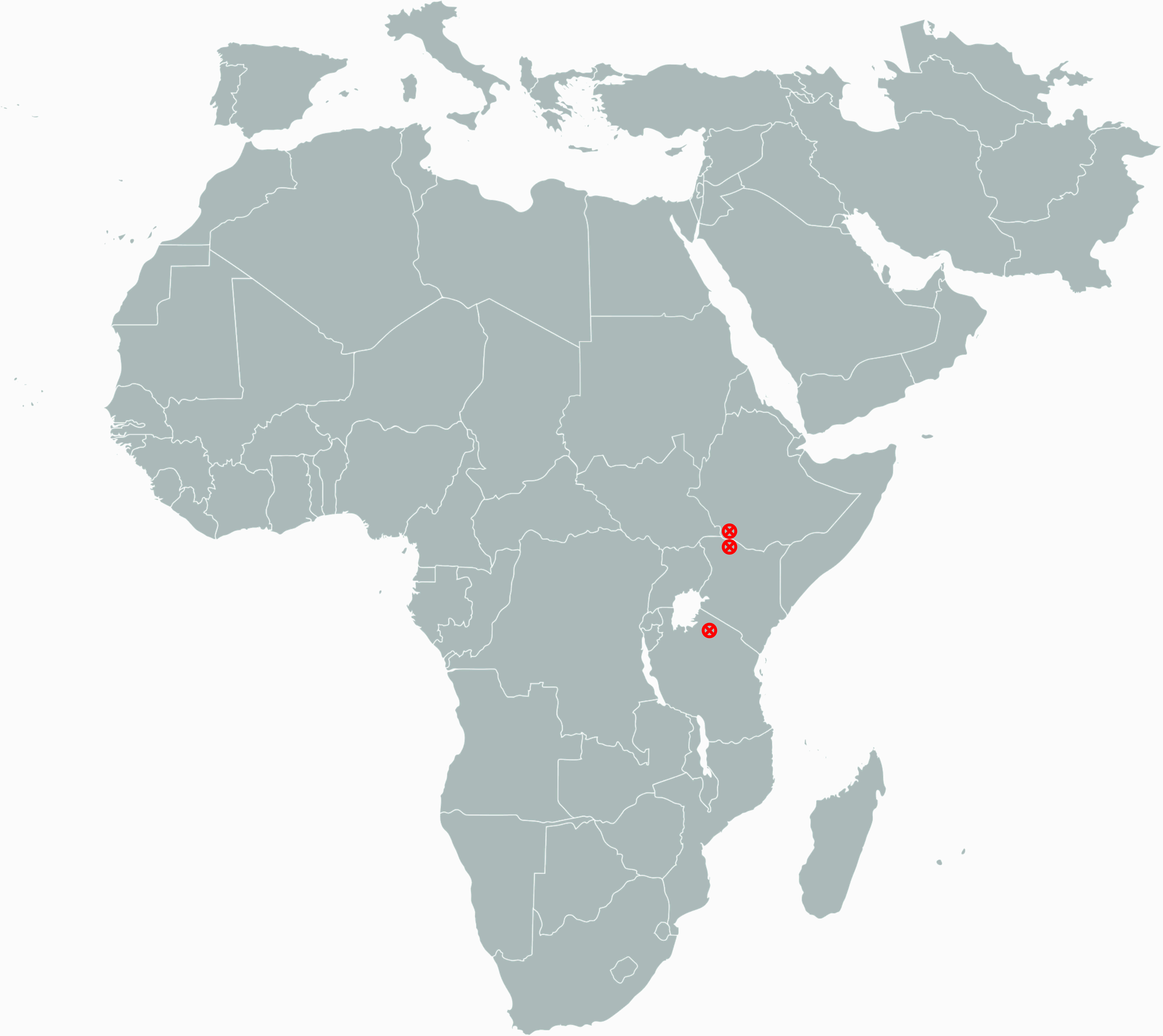
Místa nálezů na mapě Afriky

Paranthropus aethiopicus je známý jen velmi málo a většina informací je odvozována z Černé lebky, proto mohou nové nálezy dosavadní poznatky zásadně změnit. Na lebce z Lomekwi lze pozorovat směs primitivních a odvozených znaků - zatímco mozkovna je téměř identická s druhem Australopithecus afarensis, tvář nese některé specifické rysy robustních australopitéků, zejména druhu Paranthropus boisei.
Znaky mozkovny:
- protáhlý, úzký tvar podobně jako u šimpanzů

- malý objem - velikost mozku Černé lebky dosahuje hodnoty 410 cm³ a spadá tak do rozmezí moderních šimpanzů i druhu Australopithecus afarensis (nedosahuje vyšších hodnot mladších paranthropů)

- extrémně masivní šípový hřeben (crista sagittalis) - ukazuje na dobře vyvinutý spánkový sval (musculus temporalis), který umožňuje silnou práci předních zubů
- masivní šíjový hřeben (crista nuchae) a dobře patrné úpony silných krčních svalů, vyvažujících hlavu s robustním žvýkacím aparátem
- silně pneumatizovaná spánková kost (os temporale) podobně jako u šimpanzů
- unikátní zesílení (překrytí) švu mezi spánkovou a temenní kostí, podobně jako u P. boisei
- výrazné zúžení za očnicemi, poskytující dostatek prostoru pro velký spánkový sval
- primitivně mělká jamka pro připojení dolní čelisti (fossa mandibularis), na rozdíl od mladších paranthropů
- primitivně plochá spodina lebeční

- velký týlní otvor (foramen magnum) s unikátním srdčitým tvarem - podobně jako u P. boisei, ale odlišně od všech ostatních australopitéků

Znaky obličeje:
- široká, miskovitá tvář s vystupujícími lícními kostmi a plochým nosem
- vzad ubíhající čelo
- výrazné nadočnicové oblouky, ale poměrně malé v porovnání s mladšími paranthropy
- nosní otvor hruškovitého tvaru, se zaoblenými postranními hranami jako u ostatních paranthropů, odlišně od A. afarensis
- chybějící zpevňující prvky obličeje (přední pilíře), typické pro jihoafrické australopitéky

- silně vyklenuté, vpřed vystupující jařmové oblouky, ukazující na dobře vyvinutý zevní žvýkací sval (musculus masseter)
- primitivně vystupující čelisti, na rozdíl od mladších paranthropů a lidí
- plochá, málo vyklenutá část horní čelisti v prostoru pod nosem, odlišně od A. afarensis
- dolní čelist ve tvaru písmene V

Znaky na zubech:
- celkově masivní žvýkací aparát

- primitivně mělké (ploché) patro, tvořené výrazně zesílenými kostmi
- zadní zuby v paralelních, jen mírně rozevřených řadách, obdobně jako u lidoopů
- zmenšené, ale stále poměrně velké přední zuby, odlišně od mladších paranthropů

- redukované špičáky, zřejmě jen málo vyčnívající z linie ostatních zubů
- extrémně velké třenové zuby a především stoličky

- třenové zuby molarizované (utvářené podobně jako stoličky - symetrické, s dvěma hrbolky)

- extrémně silná zubní sklovina

## Životní prostředí
Na přelomu pliocénu a pleistocénu již ve východní Africe znatelně ubylo lesních porostů, přesto ještě Paranthropus aethiopicus obýval méně otevřené prostředí než mladší druhy. Údolí dolního toku řeky Omo mohly v té době pokrývat prosvětlené lesíky, křoviny i lužní lesy a mokřinaté oblasti s porosty rákosin a šáchorovitých. Otevřené travnaté porosty byly stále ještě vzácné, především ve formě vlhkých až podmáčených luk. Traviny mohly být četnější v Laetoli, i zde ale přetrvávaly řídké lesíky a křoviny a ojediněle tu mohly přežívat také úseky hustšího porostu.
Silný žvýkací aparát etiopských paranthropů vede odborníky k předpokladu konzumace tuhé, vláknité, převážně rostlinné stravy. Analýza izotopů uhlíku ze zubní skloviny ukazuje v porovnání se staršími australopitéky na zvýšený příjem potravy z otevřených prostor (traviny, semena, hlízy). Ta v celkovém množství potravy tvoří nejméně 50% a pomalu začíná převažovat nad konzumací lesních zdrojů (plody).

## Fylogeneze
Druh Paranthropus aethiopicus je nejstarším známým zástupcem robustních australopitéků, ale rozeznán byl jako poslední, mnohem později než geologicky mladší Paranthropus robustus (1938) a Paranthropus boisei (1959). Nález Černé lebky proto zásadním způsobem změnil náhled na fylogenezi paranthropů a stal se významným pojítkem mezi robustními a gracilními druhy.
Paranthropus aethiopicus utvářením lebky i dobou výskytu totiž dobře zapadá mezi druhy Australopithecus afarensis a Paranthropus boisei, které spojuje do jedné vývojové linie. Morfologická blízkost P. aethiopicus a P. boisei je dokonce tak úzká, že někteří odborníci starší z druhů neuznávají a veškeré východoafrické nálezy robustních čelistí a zubů určují jako P. boisei. Většinou se však dva druhy alespoň formálně vydělují, přičemž se často předpokládá, že jsou důsledkem vývoje anagenezí. Hlavní odlišností P.aethiopicus je malý mozek a silně vystupující čelisti. Hranice mezi oběma taxony se klade zhruba do doby před 2,3 miliony let.

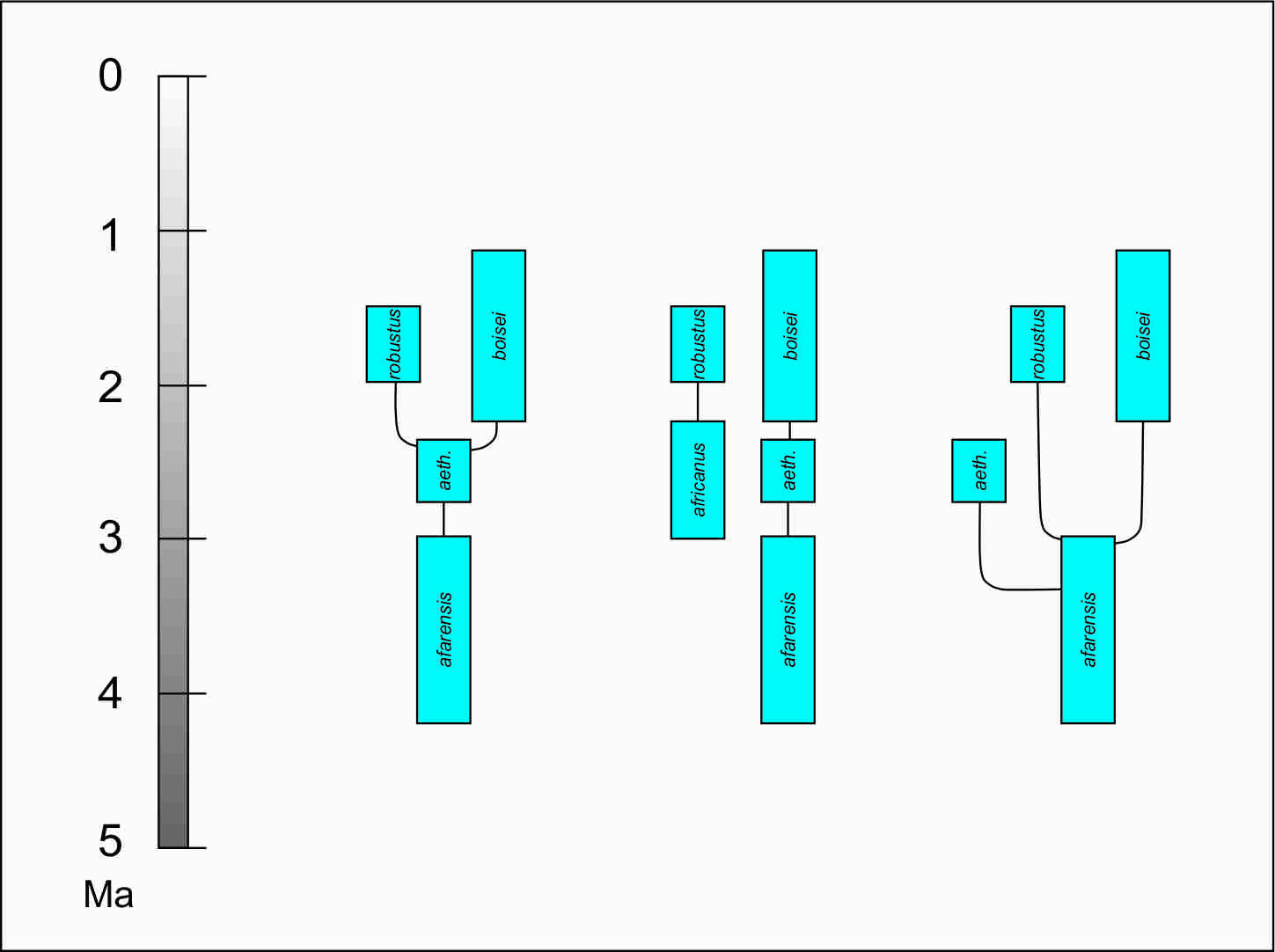
Tři možnosti evoluce Paranthropů

Tato pozice P. aethiopicus ovšem značně narušila starší představy, podle nichž se robustní australopitékové vyvinuli v jižní Africe, patrně z druhu Australopithecus africanus. Jihoafrický Paranthropus robustus byl přitom jako starší, méně odvozený druh pokládán za předka pokročilejšího Paranthropus boisei, který později vyhynul bez potomků.
Po nálezů Černé lebky je však třeba předka paranthropů hledat spíše v druhu Australopithecus afarensis. Většina analýz podporuje monofyletický původ paranthropů, tedy jejich vývoj z jediného společného předka. Proto podle nejčastějšího názoru na druh A. afarensis navázal P. aethiopicus, z něhož vyšel jak východoafrický P. boisei, tak jihoafrický P. robustus. Méně časté jsou představy, že se P.aethopicus odštěpil ještě dříve než P. boisei a P. robustus, kteří by tak sice rovněž měli původ ve východní Africe, ale nenavazovali by na P. aethiopicus. Třetí možností je, že robustní australopitékové nesdílejí společného předka, tedy že P. aethiopicus a P. boisei navazují ve východní Africe na druh Australopithecus afarensis, zatímco P. robustus se v jižní Africe vyvinul samostatně z druhu Australopithecus africanus. Obě dvě poslední varianty ovšem předpokládají, že robustní žvýkací aparát se u těchto homininů vyvinul nezávisle na sobě, paralelním vývojem.